# Pudasjärvi
Pudasjärvi es una ciudad finlandesa, ubicada en el norte de la región de Ostrobotnia del Norte. Está a 86 kilómetros de la capital de la región, Oulu. Tiene 8 717 habitantes y un área de 5 867,24 km², de los cuales 228,67 es agua. La ciudad se fundó en 1865 y consiguió los derechos de ciudad en 2004. Pudasjärvi es una ciudad de recursos naturales, basados en el sector secundario.
- Datos: Q912952
- Multimedia: Pudasjärvi / Q912952